# Tukano (jezična porodica)
Tucanoan (Betóya), poveća grupa plemena i jezika koja čine samostalnu porodicu Tucanoan, nastanjenih u zapadnom bazenu Amazone u Brazilu i Kolumbiji. Predstavnici su: Amaguaje, Arapáso (Koreá), Ayrico, Bahuána (Pootarí), Bará (Waimaha), Barasána, Boloa, Buhágana, Caxiita (Kuschiíta), Cieguaje, Coreguaje, Coroua, Cubeo (Kubéwa, Kobéua), Dätuana (Dätúana), Dessana (Desano, Desána), Encabellado (Secoya), Erulia (Erúlia, Taiwano, Eduria), Guaciguaje, Guanano, Hahanana, Hobacana, Hógolotsöloa, Holona, Icaguaje, Julaimaua, Karapanã (Möxdäa), Kueretú (Cueretu, Coretú), Macaguaje, Macuna (Makúna), Miriti (Neenoã, Miriti-Tapuia), Ömöa (Ömöá), Opaina, Orejón, Palanoa (Palänoa ), Pamöá (Tatú-tapuyo), Paneroa, Pioje, Pokangá, Sära, Secoya, Siona (Sioni), Siriano, Tama, Tanimuca, Tatapuyo, Tatuyo, Tetete, Tsola (Tsölá), Tsölöa (Tsöloa), Tucano, Tuyuca, Uantia, Uasona (Uásöna, Pisá-tapuyo), Uiuá-Tapuya (Usá-Tapúya, Uíua-tapuyo), Waiana, Waikana (Uaicana, Uaíkana, Pirá-tapuyo), Wanana (Uanana, Uanána), Yahúna, Yohorca (Kurauá-tapuyo, Yohoroá), Yupuá (Yupúa ), Yurutí (Juriti, Uainana, Uaínana, Wahyara, Juriti, Yurutí-tapúya, Juriti-Tapuia), yäbá, döä, tsáina, .
Geografski se porodica dijeli na nekoliko glavnih skupina, to su:
a) Istočna u bazenima rijeka Vaupés, Curicuriarý i Apaporis: Pokangá ili Bará (Brazil), Waimaha (Waimaja, Bará, ili Barasano del Norte; Kolumbija), Barasána (Edulia, Eduria ili Barasano del Sul; Kolumbija), Tuyuca (Kolumbija), Yurutí (Yarutí ili Patsoca; Kolumbija), Desana (Brazil), Siriano (Kolumbija), Macuna (Kolumbija), Carapaná ili Karapana (Kolumbija), Tatuyo (Kolumbija), Arapaso (Brazil), Uanána (Guanano; Brazil), Piratapuyo (Brazil), Yahuna (Kolumbija), Tucano (Brazil), Erulia (s Paneroa, Tsölöa), Möchda, Pamöá, Siana ili Chiranga, Tatapuyo, Waiana, Wanana (Waikina).
b) Zapadna u bazenu rijeke Napo, Aguarico, Putumayo i gornja Caqueta: Coreguaje (Kolumbija), Macaguaje (Kolumbija), Secoya (Ekvador), Siona (Kolumbija), Ayrico (Kolumbija), Tetete  (Ekvador), Orejón (Peru), Tanimuca (Kolumbija), Retuarã (Kolumbija), Amaguaje, Dätuana, Coto, Piojé, Icaguaje, Macuna, Sära, Ömöa, Buhagana, Tama, Yupua, Coretu, Uantia.
c) Centralna: Cubeo.
d) Miriti (Brazil) .

## Vanjske poveznice
- Ethnologue (14th)
- Ethnologue (15th)

Ethnologue (16th)
- Tree for Tucanoan  Arhivirana inačica izvorne stranice od 22. listopada 2008. (Wayback Machine)